# 山口弘致
山口 弘致（やまぐち ひろむね）は、常陸牛久藩の第8代藩主。第6代藩主・山口弘道の長男。母は鈴木氏。通称は仲之進。官位は従五位下、周防守、但馬守。

## 経歴
天明7年（1787年）12月13日、第7代藩主・山口弘務が嗣子無くして若死にしたため、その養子となって家督を継いだ。寛政9年（1797年）10月15日、将軍徳川家斉にお目見えした。同年12月18日、従五位下周防守に叙任した。藩主としては有能で、天明の大飢饉で大被害を受けた藩内を再建した上で囲米制度を設置して、藩政を幾分かは立て直した。しかし牛久助郷一揆も起こるなど、藩政は多難を極めた。大坂定番を勤めていた文政11年（1828年）頃から病がちとなり、翌年8月12日に死去した。享年49。家督は長男・弘封が継いだ。

## 系譜
父母
- 山口弘道（実父）
- 鈴木氏 ー 側室（実母）
- 山口弘務（養父）

正室、継室
- 悦子 ー 京極高備の娘（正室）
- 曽根 ー 本多忠誠の養女、本多忠雄の娘（継室）

子女
- 山口弘封（長男）
- 山口弘穀（三男）
- 山口弘敞（四男）
- 天野重教
- 京極高景正室